# Ettore Della Giovanna
Ettore Della Giovanna (Napoli, 4 novembre 1912 – Venezia, 5 febbraio 2004) è stato un giornalista italiano.

## Biografia
Nato a Napoli nel 1912, collaboratore di vari giornali e periodici e segretario fino al 1942 della Casa editrice Arnoldo Mondadori, nel 1946 divenne corrispondente dagli Stati Uniti per il quotidiano Il Giornale d'Italia e dal 1953 per il settimanale Epoca. Fu, inoltre, inviato speciale de Il Tempo di Renato Angiolillo e della Nazione, collaboratore della Rai (per cui intervistò in esclusiva Giuseppe Ungaretti) e dell'emittente televisiva napoletana Canale 21.
Nei suoi ultimi anni, si trasferì a Venezia, pubblicò i suoi ultimi volumi: Le passeggiate confidenziali e Scherzi della memoria e qui morì nel 2004 all'età di 91 anni.

## Opere
- Il mondo arabo, Roma, Imprese tipografiche editoriali, 1957.
- Le lettere non spedite, Roma, Rotosei, 1961.
- Roma EUR, Novara, Istituto geografico De Agostini, 1968.
- Sull'indulgenza, in Nuova Antologia. Rivista di lettere, scienze ed arti , A. 111, (giu. 1975), p. 215-222.
- Ricordo di un amico: Guglielmo Battistoni, Roma, C. Bestetti edizioni d'Arte, 1978.
- Le passeggiate confidenziali, Venezia, Camera di commercio, 1994.
- Scherzi della memoria, Casale Monferrato, Piemme, 1997. ISBN 88-384-2745-3.

### Presentazioni, prefazioni e curatele
- Carlo Majello, L'arte di farsi odiare in ufficio, prefazione di Ettore Della Giovanna, Milano, Franco Angeli, 1964.
- Ennio Innocenti, Il pensiero della sera, prefazione di Ettore Della Giovanna, Rovigo, IPAG, 1977.
- Francesco Berti (a cura di), Il Lazio, presentazione di Ettore Della Giovanna, Roma, Editalia, 1979.
- Leggi criminali venete, a cura di Ettore Della Giovanna e Arturo Sorgato, (ristampa anastatica dell'ed.: Venezia, presso li figliuoli del qu. Gio. Antonio Pinelli stampatori ducali, 1751), Venezia, R.D.S. editori, 1980.
- Premio Estense: vent'anni, a cura di Ettore della Giovanna, Ferrara, Unione degli Industriali della Provincia, 1984.
- Daniela Milani Vianello, Il pane a Venezia, presentazione di Ettore Della Giovanna, Venezia, Centro internazionale della grafica, 1988.